# Agua (Daddy Yankee)
Agua (dallo spagnolo: "acqua") è un singolo dell'artista musicale portoricano Daddy Yankee, pubblicato il 24 marzo 2022 e contenuto nell'album Legendaddy.

## Descrizione
È una canzone dance, disco e pop con un segmento trap, riff di chitarra elettrica funk e testi d'amore. Daddy Yankee voleva registrare un brano ispirato agli anni '80 e ha coinvolto Rauw Alejandro grazie al successo del suo singolo "Todo de ti" (2021) e Nile Rodgers per il suo ruolo come produttore e chitarrista di diversi successi di quell'epoca. È stata elogiata dalla critica musicale come una delle migliori tracce dell'album — definita sorprendente, fresca, seducente, irresistibile ed entusiasmante — e ha ricevuto una nomination come Canzone dell'Anno ai 23° Latin Grammy Awards.

## Successo commerciale
A livello commerciale, ha raggiunto la posizione 189 nella classifica Global Excl. US di Billboard, la numero 12 a Panama, la 21 nella Hot Latin Songs, la 28 nella Mexico Español Airplay e la 52 in Spagna.

## Video musicale
Il video musicale di Agua è stato uno dei nove pubblicati simultaneamente all’uscita dell’album Legendaddy, il 24 marzo 2022. È stato diretto dal regista dominicano Marlon Peña, già collaboratore di Daddy Yankee in diversi altri videoclip, tra cui "Mayor Que Yo" (2005), "Shaky Shaky" (2017), "Con calma", "China" e "Que Tire Pa Lante" (tutti del 2019), oltre ai video di "Rumbatón" e "La Ola", anch’essi tratti da Legendaddy.
Il video mostra Yankee e Rauw Alejandro esibirsi su sfondi costieri, accompagnati da ballerini e automobili di lusso, con brevi apparizioni di Nile Rodgers alla chitarra. Le coreografie sono state curate dal coreografo ucraino Greg Chapkis, già responsabile della direzione coreografica per i video di "Rumbatón" e "La Ola", nonché per altri videoclip di Daddy Yankee, tra cui "Con Calma" e "Que Tire Pa' Lante" (entrambi del 2019).